# Hooker a Brown
Hooker a Brown jsou mytické hory, které byly považované za dvě nejvyšší hory Severní Ameriky. Dvojice vrcholů s domnělou nadmořskou výškou přes 4900 metrů se měla nacházet na hlavním rozvodí kanadských Skalnatých hor v národním parku Jasper, v sousedství průsmyku Athabasca, starého přechodu hor pro obchod s kožešinami. Jako nejvyšší hory byly uváděny na mapách a v atlasech po téměř sto let. Hnaly rané horolezce přijíždějící po železnici (1890) ke zkoumání Skalnatých hor a objevování jejich charakteristických rysů, jako je Columbia Icefield.

## Objevování a pojmenování
David Thompson, kanadský geodet, průzkumník a geograf, vytyčil cestu přes průsmyk Athabasca poprvé v lednu 1811, kdy indiáni Peiganu uzavřeli průsmyk Howse, aby zabránili obchodování se svými soupeři Kootenay. Ačkoli Thompson pečlivě zmapoval trasu, nezajímal se o hory a ve svých záznamech je nezmiňoval. Jeho cesta sledovala řeku Columbia a vytyčená stezka se stala až do úpadku obchodu s kožešinami přední obchodní cestou přes Skalnaté hory.
V dubnu 1827 David Douglas, skotský biolog sbírající pro Královskou botanickou instituci v Glasgow a sponzorovaný Sirem Williamem Hookerem, překonal tento průsmyk. Když zaostával za ostatními putujícími, udělal nevídané rozhodnutí opustit stezku a vystoupit v hlubokém sněhu na severní vrchol.

„Po snídani v jednu hodinu, byv, jak jsem si představil, na nejvyšší části trasy, jsem zatoužil po výstupu na jeden z vrcholů a proto jsem se vydal sám na sněžnicích na ten po levé neboli na západní straně, byvší podle všeho nejvyšší. Dřina s výstupem v nižší části, která je pokryta borovicemi, značně přesahuje možnosti popisu, vyčerpávající na mnoha místech ke střední části. V polovině vegetace úplně mizí, ne tolik jako zbytky mechu nebo lišejníků na kamenech. Zde jsem zjistil, že je výstup méně namáhavý, když jsem kráčel po tvrdé krustě. Třetina pod vrcholem se stává horou čistého ledu, až příliš zapečetěnou rukou přírody jako významné dílo Boha Přírody. ... Pohled z vrcholu je příliš hrůzostrašný, než aby dovolil potěšení. V žádném směru není vidět nic až kam oči dohlédnou, kromě hor, které se tyčí nad sebou, nepopsatelně drsné. ... Výška od základny může být asi 5500 stop (1676 m); pásmo lesa 2750 stop (838 m); trocha mechů a lišejníků 500 dalších stop (152 m); 1000 stop (304 m) trvalého sněhu; zbytek, směrem k vrcholu, 1250 stop (381 m), jak jsem již řekl, ledovec s tenkou vrstvou sněhu. Výstup mi trval pět hodin; sestup pouze jednu a čtvrt. ... Tento vrchol, nejvyšší dosud známý na severním kontinentu Ameriky, s upřímným potěšením pojmenovávám Mount Brown, na počest R. Browna, Esq., slavného botanika ... Trochu k jižnímu směru je jedna hora skoro stejné výšky, zvedající se do ostřejšího bodu. Tento jsem jmenoval Mount Hooker [po jeho sponzoru Williamovi Hookerovi) ...“

## Historická záhada a dopad
Douglas neznal výšku průsmyku Athabasca, když jím procházel. Poručík Simpson ve skupině těsně před ním změřil nadmořskou výšku průsmyku na 3400 m (11 000 stop), zatímco jeho skutečná výška je pouze 1753 m (5751 stop). Důstojníkovo jméno bylo nad to podobné nadporučíkovi-guvernérovi Sir Georgovi Simpsonovi, že mnozí jeho chybný výpočet nadmořské výšky připisovali daleko významnější osobě, a tím pádem mu dali věrohodnost. Douglas napsal ve svém deníku:

„Když jsem byl v jednu hodinu dobře odpočatý, vyrazil jsem s výhledem na výstup na vrchol, co vypadal jako nejvyšší na severu. Jeho výška se nezdála být menší než 16 000 či 17 000 stop (4876 či 5181 m) nad hladinou moře. Když jsem prošel kolem nižšího hřbetu, dostal na zhruba 1200 stop daleko nejtěžší a nejúnavnější chůze, jakou jsem kdy zažil, a bylo zapotřebí největší opatrnosti, abych přešel přes kůru sněhu ...“

Když byl jeho deník vydán, byl Douglas již na další expedici (z níž se nevrátil, protože se jeho zrak natolik zhoršil, že spadl do obsazené pasti na divoké prasata na Sandwichských ostrovech, dnes pojmenovaných jako Havajské ostrovy). Úpravy jeho deníků mohl řídit samotný Hooker, což zpochybňuje motivaci a objektivitu tak známého člověka. Deník byl zveřejněn v druhořadém časopisu a byl rychle zapomenut, nicméně nadmořské výšky udělaly nesmazatelný dojem, a to především na Aarona Arrowsmithe, velkého anglického kartografa.
Na všech mapách po vydání časopisu, ukazovaly mapy Skalnatých hor hory Hooker a Brown vysoké mezi 15 000 a 17 000 stopami. Když mezikontinentální železnice procházela pohořím, aby se spojila s výběžkem Britské Kolumbie, otevřela se oblast horolezcům z Evropy a z východního pobřeží. Poté, co byla zdolána hora Assiniboine, začal závod o nejvyšší vrcholy. Mapy jednoznačně uváděly, že těmito horami jsou Hooker a Brown, ale po několika sezónách zkoumání a strádání nebyla nalezena žádná stopa tak vysokých hor. Tyto hory však přiměly muže, aby objevili a zmapovali celý systém pásma Skalnatých hor.
Vrcholy zůstávají bajkou 21. století. Jerry Auld z Alberty se ve svém románu z roku 2009, Hooker & Brown, soustředí na mytologii a tajemství hor.
Skutečná hora (možná jen částečně) zdolaná Douglasem na západní straně průsmyku si udržela název Mount Brown, ale je jen 2791 m (9157 stop) vysoká. Jméno Mount Hooker, které dal Douglas vrcholu "trochu na jih" a "téměř stejné výšky", získal vrchol 9 km VSV od Mount Brown s výškou 3287 m (10 784 stop). Ten byl zdolán teprve v roce 1924, téměř století po Douglasově návštěvě Mount Brown. Hora, kterou Douglas pojmenoval Mount Hooker, je pravděpodobně McGillivray Ridge (nebo Rock) (2697 m, 8848 stop), která byla pojmenována roky před Douglasovým překročením průsmyku Athabasca.

## Časová osa
| Rok  | Událost |
| ---- | --- |
| 1811 | David Thompson zahájil obchod s kožešinami přes průsmyk Athabasca. |
| 1826 | Thomas Drummond, další biolog, a poručík Simpson, důstojník, prošli průsmykem. Simpson provedl výpočet nadmořské výšky pomocí bodu varu a průsmyku přisoudil výšku 11 000 stop (3400 m).                                                           |
| 1826 | Nadporučík-guvernér George Simpson prošel průsmykem. |
| 1827 | David Douglas překročil průsmyk a vystoupil na severní vrchol. |
| 1827 | Drummond a Douglas se setkali v továrně v Yorku, kde čekali na lodě domů. Drummond řekl Douglasovi, že Simpson určil výšku na 11 000 stop. |
| 1834 | Douglas byl zabit na Havaji, Drummond na Kubě. |
| 1834 | Hooker vydál deník Douglase v časopise Companion to Botanical Magazine v 2. |
| 1844 | Mapy severní Ameriky Aarona Arrowsmithe zahrnují Hooker a Brown s 16 000 stopami. |
| 1857 | David Thompson zemřel. Většina map byla ztracena a stezky obchodníků s kožešinami zapomenuty. |
| 1885 | Profesor geologie v Torontu, Arthur Philemon Coleman, podnikl druhou cestu na západ (první expedice hledající vrcholy Hooker a Brown) na nedokončené železnici.                                                                                    |
| 1888 | Coleman se pokusil dosáhnout průsmyku Athabasca od západu, když sledoval řeku Columbia proti proudu. |
| 1892 | Coleman se pokusil dosáhnout průsmyku Athabasca Pass z jihu. Dosáhl jezero Fortress. |
| 1893 | Coleman dosáhl průsmyku Athabasca ze severu (Yellowhead přes Miette) a byl zklamán, že nenašel žádné vysoké hory. |
| 1896 | J. Norman Collie dorazil do Skalnatých hor. Smrt Charlese Fay z jeho skupiny na Mount Lefroy vyvolala skandál a upozornila na potenciál pro horolezectví v Kanadě.                                                                                 |
| 1897 | J. Norman Collie se skupinou vystoupil na Mt. Gordon a na severu spatřili vzdáleného obra. Vydali se za Mt. Murchison a Mt. Forbes (v domnění, že může jít o hory Hooker a Brown) a rozhodli se vzdát výstupu na dosud nepokořený Mt. Assiniboine. |
| 1898 | Collie opět hledal hory Hooker a Brown. Později v Anglii pročetl Douglasův deník a usoudil, že celý příběh je omyl. |
| 1900 | Collie je zpět a znovu hledal hory. |
| 1901 | Rev. James Outram z Anglie, který byl na dovolené, vystoupil na Mount Assiniboine. |
| 1902 | Exter a Collie závodili na severu v hledání nejvyšší hory. Uspěli ve zdolání Mount Forbes, Mount Freshfield, Mount Bryce a Mount Columbia. Hledání Hookera a Browna bylo vzdáno.                                                                   |